# كريستيان أرانغو
كريستيان أرانغو (بالإسبانية: Cristian Arango) هو لاعب كرة قدم كولومبي، ولد في 9 مارس 1995 في ميديلين في كولومبيا. لعب مع فالنسيا ميستايا.

## وصلات خارجية
- كريستيان أرانغو على موقع الدوري الأمريكي (الإنجليزية)
- كريستيان أرانغو على موقع قاعدة بيانات كرة القدم.إي يو (الإنجليزية)
- كريستيان أرانغو على موقع ناشيونال فوتبول تيمز (الإنجليزية)
- كريستيان أرانغو على موقع Soccerway.com (الإنجليزية)
- كريستيان أرانغو على موقع عالم كرة القدم.نت (الإنجليزية)